# Marionina elongata
Marionina elongata is een ringworm uit de familie van de Enchytraeidae. De wetenschappelijke naam van de soort is voor het eerst geldig gepubliceerd in 1964 door Lasserre.